# Nicolas Racot de Grandval
Nicolas Racot De Grandval (París, 1676 - 16 de novembre de 1753) fou un director d'orquestra i compositor francès del Barroc.
Fou director d'orquestra d'una companyia de còmics ambulants; aquests li presentaren a Rouen la seva Le valet astrologue (1697). Després va compondre per a la Comédie-Française de París unes 40 obres, l'última de les quals, L'hereux indiscret, que fou representada el 1751. És autor, a més, d'una col·lecció de cantates que publicà el 1729. Com a escriptor se li deuen: Essai sur le bon goút en musique (1732); un poema en argot titulat Cartouche, i algunes produccions teatrals d'escassa importància.